# Саманган
Саманган је једна од 34 Провинције Авганистана. На северу је земље, близу границе са Узбекистаном и Таџикистаном. Провинција покрива 11.262 квадртних километара, и има отприлике 345.100 становника (2007. године).
Главни град је Ајбак познат по будистичким рушевинама као што је ступа по имену Такте Рустам. Археолози чезну да истражују ову област, јер су ратови и талибани уништили многе артефакте.
Серија земљотреса је погодила провинцију 3. марта 2002. У овим земљотресима је живот изгубило на хиљаде људи, и уништено је на хиљаде кућа.